# Янгфельдт, Елена Самуиловна
Елена Самуиловна Янгфельдт (швед. Jelena Jangfeldt, урождённая Якубович, также Янгфельдт-Якубович; род. 8 июня 1948, Москва, СССР) — шведская певица, актриса. Исполнительница русских романсов, песен на стихи русских поэтов.

## Биография
Родилась 8 июня 1948 года в Москве, в семье инженера Самуила Иосифовича Якубовича и учительницы Сары Ефимовны Этерман. Является двоюродной племянницей известного журналиста и композитора Анатолия Аграновского, который по её воспоминаниям «первым в семье стал петь стихи». После окончания школы поступила на французское отделение МГПИИЯ им. Мориса Тореза, по окончании которого работала преподавателем французского языка на курсах иностранных языков. С 1970 года выступала в студии В. П. Салюка при театре «Современник», в 1971—1975 годы — в студии Марка Розовского при Литературном музее.

В 1975 году вышла замуж за шведского литературоведа-русиста Бенгта Янгфельдта и переехала жить и работать в Стокгольм. Первые годы жизни в Швеции работала преподавателем русского языка, позднее начала исполнять песни на стихи русских поэтов Серебряного века. В 1981 году выпустила пластинку «Русские песни и цыганские романсы» («Ryska visor och zigenarromanser» (швед.)), выступала с концертами в разных городах Швеции. На шведском телевидении вместе с журналистом Тэппасом Фогельбергом вела передачи «Уроки русского языка».

В 1984 году начала выступать с небольшими концертами во Франции. В 1986 году дала концерт в Театре де ла Вилль в Париже. Парижская пресса называла её «русской Пиаф». Находясь в Париже, участвовала в нескольких телешоу, выступала на радио. С 1989 года по приглашению Фредерика Миттерана выступала в музыкальной программе на французском телевидении. В 1980-х годах также выступала в Швейцарии и Германии.

В 1990-е годы выступала в Москве с концертами, в том числе в телевизионной программе «Браво-90». Шведское правительство также приглашала её на официальные мероприятия, например в связи с визитом российского министра культуры в Стокгольм. В 2007 году она входила в шведскую делегацию во время государственного визита шведского короля в Россию, с выступлением в шведском генеральном консульстве в Санкт-Петербурге в присутствие королевской четы.

В 2001 году приняла участие в первом международном фестивале имени Булата Окуджавы.

В 2013 году дала большой концерт в Концертхаусе в Вене.

С 1979 по 2010 годы снималась в кино и сериалах.

## Творчество
Исполняла песни под гитару на стихи русских поэтов: Анны Ахматовой, Бориса Пастернака, Осипа Мандельштама, Марины Цветаевой, Арсения Тарковского и других. В 1990 году поэт Иосиф Бродский лично дал ей авторскую машинопись стихотворения "Песенка о свободе", написанного в 1965 году и посвященного Булату Окуджаве, с предложением положить его на музыку. При том, что автор не любил, когда актёры читают или поют его произведения. Положенная на музыку "Песенка" была впервые исполнена в программе «Браво-90», показанной на советском телевидении в начале 1991 года.

## Оценка творчества
Максим Шостакович писал о её творчестве:

Первое, что меня поразило в исполнении Лены это тонкость интерпретации, глубина и чистота настроения, необыкновенная выразительность, музыкальность, словом, все те качества, которые в своей совокупности так редки и так необходимы исполнителю. С похвалой отзывался [о её песнях] и мой отец Дмитрий Шостакович. Помню, что они вызывали у него ассоциации с выдающимися исполнителями цыганских песен времён его юности.— 

## Семья
- Замужем. Муж — Бенгт Янгфельдт.

Дочери:

Сара Янгфельдт (род. 1976), актриса и певица;

Габриэлла Янгфельдт (род. 1983), графический дизайнер.
- Двоюродные дяди — Анатолий Аграновский (1922—1984), Валерий Аграновский (1929—2000).
- Троюродный брат — Алексей Аграновский.

## Дискография
- 1981 — «Ryska visor och zigenarromanser» (швед.) / «Русские песни и цыганские романсы» — RYM: Artist1185873[5]
- 1989 — Поёт Елена Якубович — запись концерта в Парижском Городском театре (Théâtre de la Ville)
- 1999-2000[6] — «I ryska poeters sällskap» (швед.) / «В кругу русских поэтов»[7]
- 2004 — «Воротишься на Родину»[8]
- 2011 — «Burn burn Gypsy Love. Russian Gypsy Romances» (англ.) / «Гори, гори цыганская любовь. Русские цыганские романсы»[9]

## Фильмография
| Год  |     | Русское название                                                        | Оригинальное название             | Роль                       |
| ---- | --- | ----------------------------------------------------------------------- | --------------------------------- | -------------------------- |
| 1979 | ф   | Линус или секрет кирпичного дома                                        | Linus eller Tegelhusets hemlighet | Девушка из публичного дома |
| 1992 | док | Иосиф Бродский о четырех русских поэтах / Иосиф Бродский. Поэт о поэтах | Fyra ryska poeter                 | Интервьюер                 |
| 1994 | кор | Никто не похож на тебя                                                  | Ingen som du                      | Дорис                      |
| 1995 | с   | Ищейка                                                                  | Snoken                            | Бабушка                    |
| 1995 | ф   | Альфред [Нобель]                                                        | Alfred                            | Оливия                     |
| 1999 | с   | Микаэль: Отделение травматологии                                        | Mikael: Traumaenheten             | Г-жа Балавски              |
| 2000 | с   | Юдифь                                                                   | Judith                            | Мадам Бергер               |
| 2010 | тф  | Русская дверь                                                           | Den ryska dörren                  | Мать                       |

## Видео
"В кругу русских поэтов" Концерт Елены Янгфельдт-Якубович в Доме художника (Москва, 2001 год) Архивная копия от 8 января 2022 на Wayback Machine